# اریش گه باوئر
اریش گه باوئر (انگلیسی: Erich Gehbauer؛ ۱۵ اکتبر ۱۹۲۶ – ۲۰۱۴) بازیکن فوتبال اهل آلمان بود.
از باشگاه‌هایی که در آن بازی کرده‌است می‌توان به باشگاه فوتبال ماینتس ۰۵ اشاره کرد.